# Ernst Otto Lindner
Ernst Otto Timotheus Lindner (* 28. November 1820 in Breslau; † 7. August 1867 in Berlin) war ein deutscher musikwissenschaftlicher Schriftsteller und Journalist.

## Leben
Lindner studierte Philologie in Breslau, wo er auch promovierte. 1845 nahm er eine Stelle als Hauslehrer in Berlin an. Um 1848 wurde er Redakteur der Vossischen Zeitung, später wurde er Chefredakteur. Insbesondere trat er als Musikrezensent hervor und förderte die Verbreitung der Werke von Bach, Mozart und Gluck. Lindner war ein Freund Arthur Schopenhauers und verteidigte dessen Philosophie in seinem Werk Zur Tonkunst. Als Lindners Hauptwerk gilt Die Geschichte des deutschen Liedes, das 1871 postum erschien.

## Werke
- Die erste stehende deutsche Oper. 1855
- Arthur Schopenhauer. Von ihm. Ueber ihn. Ein Wort der Vertheidigung von Ernst Otto Lindner und Memorabilien, Briefe und Nachlassstücke von Julius Frauenstädt. Berlin 1863
- Zur Tonkunst. Abhandlungen. 1864